# Вилађо Сан Микеле (Катанија)
Вилађо Сан Микеле је насеље у Италији у округу Катанија, региону Сицилија.
Према процени из 2011. у насељу је живело 3 становника. Насеље се налази на надморској висини од 461 м.